# محمد شيت الجومرد
محمد شيت الجومرد (1266 - 1343 هـ / 1850 - 1925 م) أديب ، من أهل الموصل.
هو محمد شيت عبد الله عبد القادر الجومرد. له شعر في ديوان مطبوع غير أن الكثير من أشعاره تبعثرت ولم يبق بين أيدينا من شعر الجومرد غير ما تضمنه ديوان صديقه حسن البزاز.